# Akcent ZOO w Białymstoku

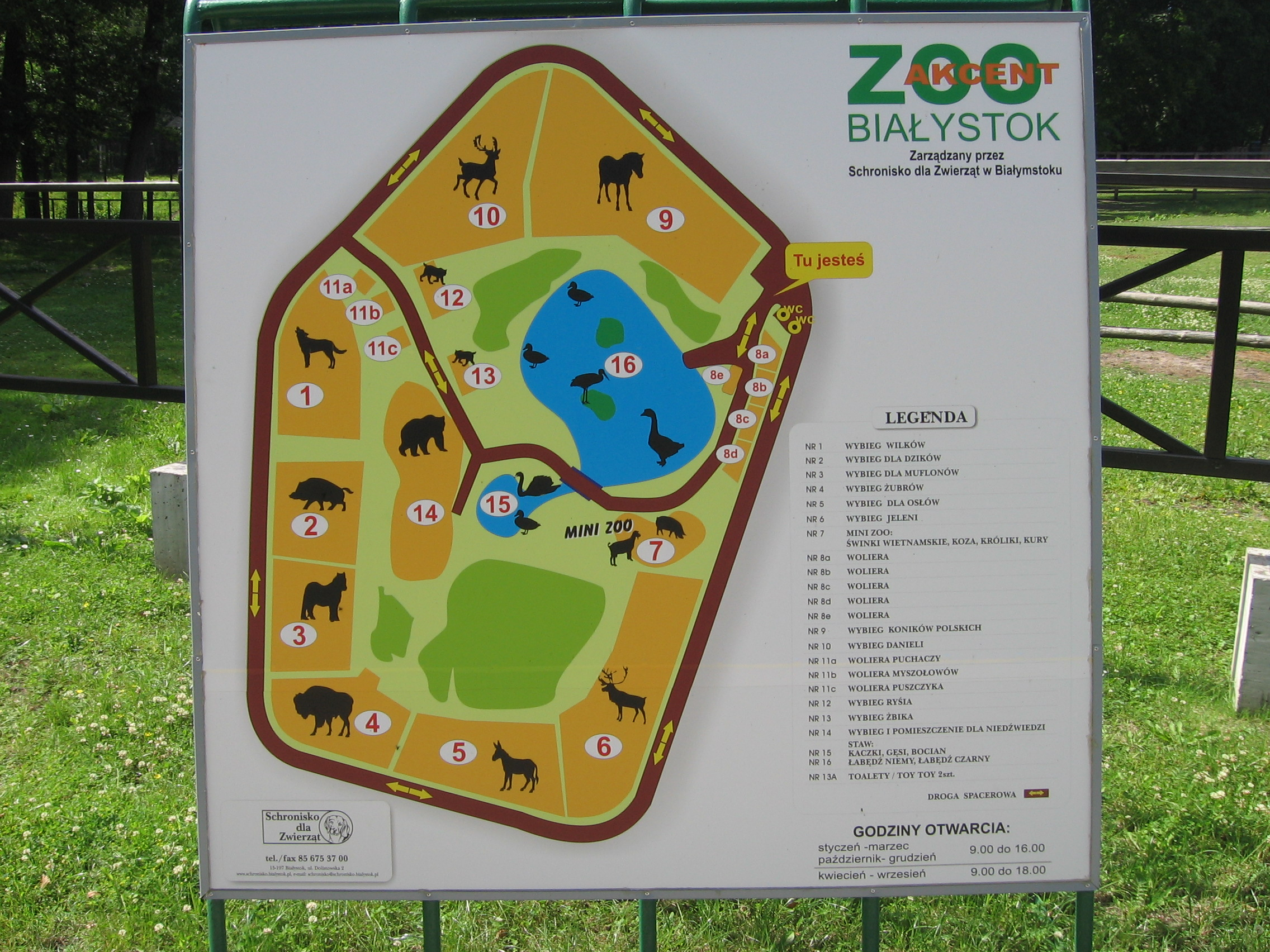
Plan Akcent Zoo w Białymstoku po modernizacji

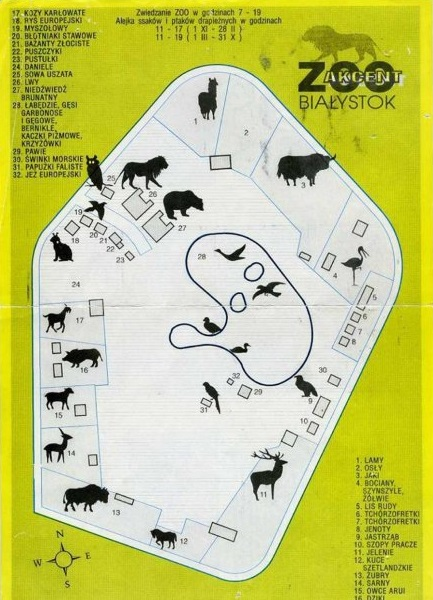
Plan Akcent Zoo w Białymstoku przed modernizacją

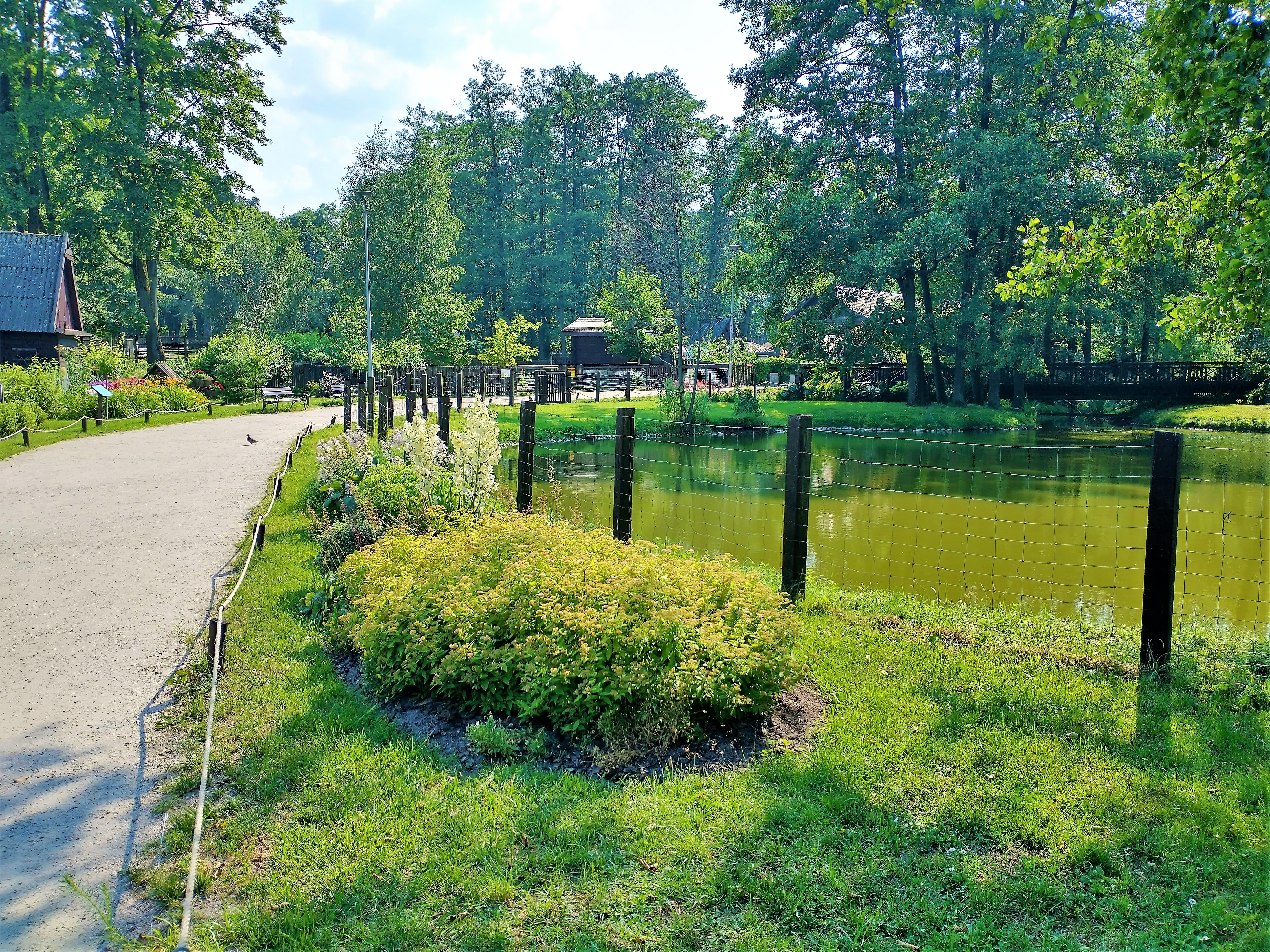
Fragment ogrodu

Akcent ZOO w Białymstoku – ogród zoologiczny położony na terenie Parku Konstytucji 3 Maja o powierzchni 3 hektarów. Otwarty został w latach 60. XX wieku. Przez wiele lat administratorem zoo była firma Zieleń Miejska. Obecnym zarządcą jest Schronisko dla Zwierząt w Białymstoku.

## Historia ogrodu
Według początkowych założeń zoo miało pełnić funkcję tymczasowego miejsca służącego przechowywaniu zwierząt do chwili zbudowania stałego ogrodu zoologicznego „z prawdziwego zdarzenia”, który jednak nigdy nie powstał. Aktualnie głównym zamierzeniem administratora zoo jest prezentowanie rodzimej fauny, wobec czego część zwierząt (w latach 2010–2012) przekazano do innych ogrodów zoologicznych. Zwierzęta w zoo można obejrzeć bezpłatnie i w dowolnym czasie z uwagi na usytuowanie obiektu na terenie parku i biegnącą dookoła niego główną alejkę dla zwiedzających. 

## Zwierzęta

### Obecnie
Obecnie (2017) w zoo znajduje się 13 gatunków ssaków i 9 gatunków ptaków.

#### Ssaki
- niedźwiedź brunatny, wilk szary, ryś euroazjatycki, żbik europejski, żubr, jeleń szlachetny
- daniel zwyczajny, koza domowa, koń domowy (dwie rasy konik polski i kuc szetlandzki), osioł domowy, dzik, świnka wietnamska, królik domowy

#### Ptaki
- myszołów zwyczajny, puchacz zwyczajny, puszczyk zwyczajny, bocian biały, łabędź niemy, kura domowa, bażant złocisty, bażant tajwański, kiściec nepalski

#### Gady
- żółw ozdobny

Poza tym teren zoo zamieszkują dziko żyjące ssaki (wiewiórka pospolita) i ptaki (gawron zwyczajny, kawka zwyczajna, sroka zwyczajna, gołąb skalny, wróbel zwyczajny, szpak zwyczajny). Staw jest zarybiony oraz stanowi miejsce odwiedzane przez wędrowne ptaki takie jak kaczka krzyżówka i czapla siwa.

### Dawniej
W przeszłości w zoo przebywało wiele gatunków zwierząt, zarówno pochodzących z Polski jak i egzotycznych. Maksymalna liczba gatunków posiadanych jednocześnie wynosiła 50.

#### Ssaki
- lew, lis rudy, lis polarny, jenot, szop pracz, tchórzofretka, jak, muflon europejski, owca grzywiasta, owca domowa, sarna europejska, lama, jeż zachodni, szynszyla, świnka morska

#### Ptaki
- jastrząb zwyczajny, błotniak stawowy, pustułka zwyczajna, uszatka zwyczajna, kruk zwyczajny, papużka falista, paw indyjski, bażant zwyczajny, bernikla kanadyjska, łabędź czarny, gęś gęgawa, gęś garbonosa, podgorzałka zwyczajna, kaczka czernica, głowienka zwyczajna, hełmiatka zwyczajna, karolinka, kaczka mandarynka, ohar, kaczka krzyżówka, kaczka domowa

#### Gady
- żółwie lądowe

## Nowe obiekty
W grudniu 2012 zakończono modernizację, w ramach której powstały nowe wybiegi oraz minizoo. Istniejącą wewnętrzną alejkę przedłużono, powiększając teren udostępniony do zwiedzania o obszar przylegający do położonego w centrum zoo stawu. Łączny koszt modernizacji to kwota około 9 milionów złotych.
Wykaz obiektów wybudowanych lub przebudowanych w ramach inwestycji:
- wybieg dla żubrów – 1339 m²
- wybieg dla wilków – 1245 m²
- wybieg dla niedźwiedzi – 1070 m²
- wybieg dla muflona – 899 m²
- wybieg dla dzików – 805 m²
- wybieg dla osłów – 730 m²
- wybieg dla żbików – 64 m²
- wybieg dla bocianów – 310 m² oraz dla ptactwa wodnego
- woliery dla ptaków – 2 sztuki po 22 m²
- wybieg pod mini zoo – 775 m²
- ścieżka spacerowa dookoła zoo – długość około 720 m
- ścieżka spacerowa przez środek obiektu wraz z kładką i tarasem widokowym – 394 m